# Verchnjaja Tura
Verchnjaja Tura (in russo Ве́рхняя Тура?) è una città della Russia siberiana estremo occidentale (Oblast' di Sverdlovsk), situata sul fiume Tura 187 km a nord del capoluogo Ekaterinburg. Dal punto di vista amministrativo, dipende direttamente dalla città (gorod) di Kušva.
La cittadina venne fondata nel 1737 ed ottenne lo status di città nel 1941.

## Società

### Evoluzione demografica
Fonte: mojgorod.ru
- 1959: 19.700
- 1979: 14.600
- 1989: 13.600
- 2007: 10.700